# Dżajrud
Dżajrud (arab. جيرود) – miasto w Syrii, w muhafazie Damaszek. W 2004 roku liczyło 24 219 mieszkańców.